# Вильгельм Телль (картина)
«Вильгельм Телль» (исп. Guillaume Tell) — картина испанского живописца Сальвадора Дали, написанная в 1930 году.
Швейцарский фольклорный герой Вильгельм Телль, ставший одним из частых образов на картинах Дали (в ряду с костылём, женщиной с головой из цветов, пылающим жирафом), был переосмыслен им и интерпретирован как жестокий отец, желающий убить своего ребёнка. Эта концепция перекликалась с идеей Фрейда о комплексе кастрации, вызываемой у сына образом отца, о бунте против отцовской власти как необходимом шаге на пути к взрослению, а также с историей самого Дали, порвавшего с отцом.
У двух фигур на картине (самого Вильгельма и летающего коня) выставлены напоказ гениталии. Обе фигуры изображают властного отца. Застывшая в отчаянии фигура, закрывшая лицо рукой, — подавленный сын, возможно, оскоплённый (о чём говорят и ножницы в руках Вильгельма Телля). Отца выдаёт страдальческое выражение лица, а невнушительное телосложение и беспомощно повисший фаллос говорят о слабости, которая кроется за его дутой властью. Дали аллегорически изобразил своё изгнание из дома, случившееся за год до написания картины. В этом изгнании — суть «оскопления», лишения родных мест, вдохновлявших художника своими пейзажами. Безжалостное решение стоит усилий и страданий самому отцу. Но в то же время он торжествует, ощущая себя мужчиной. Он же изображён выше, играющим на рояле. А мощный конь-самец и мёртвый осёл — это его, отца представление о себе и о побеждённом упрямце-сыне соответственно. Образ отца давит на сына, попирает его мужское достоинство, мешает повзрослеть и реализоваться.